# 의사표시
의사표시(意思表示, 독일어: Willenserklärung)는 대륙법에 있어서 민법의 개념으로 일정한 법률효과의 발생을 원하는 의사의 표시이자, 법률행위의 불가결의 요소가 되는 법률사실이다. 근대 사법(私法)은 사적 자치를 근본 원칙의 하나로 하기 때문에, 의사표시 내지 법률행위는 대륙법에 있어서 권리의 변동을 일으키는 가장 중요한 원인이다.
계약의 청약·승낙·유언 기타 일정한 법률효과의 발생을 원하여 이것을 외부에 표시하는 행위. 법은 당사자가 의욕한 효과를 인정하여 그의 달성에 조력하려 한다. 현대사법(現代私法)을 일관하는 '사적 자치의 원칙'에 의해 사법적 법률관계의 대부분은 당사자의 의욕하는 것에 따라 처리된다. 의사표시는 이러한 법률적 효력을 발생시키는 행위이므로 현대의 사법체계 중에서 극히 중요한 위치를 차지하며 법률사실, 특히 적법행위 중의 가장 주요한 부분으로 되어 있다.
의사표시는 단독으로(예；遺言) 또는 타의 의사표시와 합하여(예；계약의 請約) 법률행위로 됨으로써 비로소 소기의 법률효과를 발생한다. 즉 법률행위란 의사표시를 요소로 하는 사법상의 법률요건이다. 의사표시, 즉 법률행위가 표의자의 의욕한 법률효과를 발생하는 것은 결국 법률의 규정이 그것을 인정하고 있기 때문이다.
그러나 법률이 그것을 인정하는 것은 되도록 사인(私人)의 의사에 따라 법률효과를 발생시켜야 한다는 사적 자치의 원칙이 타당하다는 입장에서이다. 다만 이 입장에서도 법은 당사자의 내심의 의사를 중시할 것인가(意思主義) 또는 표시에 의해 추단(推斷)되는 의사를 중심으로 할 것인가(表示主義)의 문제가 있다. 의사표시는 일정한 법적 효과를 바라는 의사(效果意思), 이 의사를 외부로 발표하려고 하는 의사(表示意思), 효과의사를 외부에 표현하려고 하는 행위(表示行爲)의 세가지 요소가 포함되었다고 일컬어지고 있다.

## 의사표시의 구성요소
의사표시의 구성요소는 효과의사, 표시행위, 표시의사 등이 있다.

### 행위의사
어떠한 행위를 한다는 의식이 없는, 곧 최면상태의 행위, 반사적 행위 등을 행위의사가 없는 경우라 하고 이때 의사표시는 성립하지 않는다.

### 효과의사
개인이 일정한 법률 효과의 발생을 의욕하는 의사(效果意思)를 말한다. 예를 들면 매매계약을 성립시키기 위한 매도인으로부터의 청약에서는 목적물의 소유권을 상대방에 이전하는 대신 대금청구권을 취득하려고 하는 의사이다. 오늘의 거래사회에서는 의사표시는 표시행위를 중심으로 하여 객관적으로 이해되어야 할 것이므로 효과의사는 실제로는 표시행위에 의하여 외부로부터 추단되는 의사이다. 이것이 내심의 진의와 다를 때(심리유보·허위표시 및 착오)는 일반적으로 의사와 표시와의 불일치로 거론되고 있다.

### 표현의사
표현의사라 함은 효과의사를 외부로 표현하려고 하는 의사로서 효과의사와 표시행위와를 심리적으로 매개하는 것을 말한다. 그러나 대부분의 학설은 추단된 효과의사에 대응하는 내심의 의사가 없을 때는 동일하게 취급하여야 하며 특히 표시의사를 문제로 할 필요는 없다고 보아 의사표시의 요소에 포함시키지 않는다.

### 표시행위
표시행위(表示行爲)라 함은 그 의사의 발표로서의 가치를 가진 행위를 말한다. 일정한 효과의사가 있는 것을 추단(推斷)시킬 만한 표시가치가 있는 행위이다. 표시행위는 의사표시의 핵심을 이루는 것으로 사회생활에서 개인의 교섭은 모두 외형적인 행위를 통하여 이루어지므로, 의사표시는 표시행위를 순수히 객관적으로 관찰하는 것이 정당하다. 왜냐하면 내심의 의사는 표시행위를 통하여 그 효과의사가 추단(推斷)되는 것이기 때문이다. 언어·문자 등에 의하는 외에 거래관행 등에 의해 정하여진 일정한 거동, 예를 들면 거수(擧手) 등도 구체적인 사정에 근거하여 표시행위로 판단될 때가 있다. 표시에는 명시(明示)의 것과 묵시(默示)의 것이 있어 경우에 따라서는 침묵도 일정한 표시가치를 갖는다. 그러나 의식있는 거동이 아니면 안되므로 수면 중이나 저항할 수 없는 강제를 받는 동안의 거동에는 표시행위로서의 가치는 없다.

### 관련판례
- 2002다23482

## 의사표시의 예
'취소한다'나 '판다', '산다' 하는 것은 모두 일정한 법률효과의 발생을 목적으로 하는 의사표시라고 볼 수 있다.

## 의사표시의 주의

### 의사주의
표시행위보다는 마음속의 효과의사에 중점을 두는 견해이다. 표시행위보다는 의사표시의 요소 중에서 내심의 효과의사를 가장 중시, 무엇인가의 사정으로 내심의 의사가 따르지 않는 표시행위는 해도 원칙적으로 무효라고 하려는 입장을 의사주의라고 한다. 표시자의 보호에 더 중점을 둔 것이므로, 개개의 표의자의 이익 보호에는 적합하나 선의의 상대방 보호나 사회에서의 거래 안전이라는 견지에서는 의문을 갖게 된다. 현실의 입장은 정도의 차는 있으나 표시주의와의 절충 가운데 성립되어 있는데 우리 민법 총칙의 규정은 일반적 거래관계의 통칙으로서는 다소 의사주의에 너무 기울어졌다고 비판되고 있다. 신분상의 법률관계에 대해서는 표의자의 진의를 존중하여 의사주의를 중심으로 할 것이 긍정되고 있다.

### 표시주의
마음속의 효과의사보다는 표시행위에 중점을 두는 견해이다. 제3자 보호와 거래의 안전성에 중점을 둔다. 의사표시를 되도록 객관적으로 파악, 표시를 중시하여 내심의 의사와 외형적인 표시가 일치하지 않는 경우에도 원칙으로 표시를 유효로 하려는 입장이다. 표의자 개인의 이익의 보호는 완전하게 안 되나 표시를 신뢰한 상대방이나 제3자는 이것에 의해서 보호되어 나아가서는 거래의 안전·신속(迅速)이란 요청에도 합치한다. 일반적으로 경제적 거래의 발달과 함께 의사주의에서 표시주의에로라는 경향이 보여 특히 신속하고도 안전한 거래에의 요구가 강한 상거래나 많은 자의 이해관계가 긴밀히 결합하는 단체관계 등에서 표시주의를 취지로 해야 할 것이며 의사주의에 기울어진 규정을 보다 표시주의적으로 수정하여 해석해야 할 것이다.

### 절충주의
표시주의를 중점으로 하되 의사주의도 부분 수용한다. 대한민국 민법은 절충주의를 채택하고 있다. 법률행위 내용의 중요부분에 착오가 있는 의사표시(제109조)와 사기․강박에 의한 의사표시(제110조)는 취소할 수 있게 하는 한편, 허위표시(제108조)와 상대방이 진의가 아님을 알았거나 알 수 있었을 경우의 비진의 표시(제107조 1항 단서)는 무효로 하고 있다. 그 밖의 결함 있는 의사표시는 효력에 영향을 미치지 않는다. 민법은 특히 진의 아닌 의사표시를 예시적으로 규정하고 있다.

## 의사와 표시와의 불일치(의사의 흠결)
표시행위로부터 추단(推斷)되는 효과의사가 표의자의 내심에 존재하지 않는 경우, 즉 외형적인 표시와 내심의 의사가 엇갈린 경우를 총칭하여 의사의 흠결 또는 의사와 표시와의 불일치라고 한다. 여기에는 표의자 자신이 그 불일치를 알고 있는 경우와 이것을 모르고 있는 경우가 있어서 전자는 다시 상대방과 통정(通情)한 것(虛僞表示)과 그렇지 않은 것(眞意 아닌 의사표시)으로 나뉜다. 후자는 착오(錯誤)이다. 의사의 흠결이 있는 경우, 의사주의에 의하면 그 의사표시는 무효로 되고 표시주의에 의하면 유효로 된다. 대한민국 민법은 다소 표시주의에 기운 절충주의를 취하였으며, 의사의 흠결이 있어도 선의의 상대방이나 제3자의 보호를 위하여 원칙적으로 의사표시의 효력을 인정함과 아울러 이 표시에 대하여 상대방이 악의 또는 과실이 있는 경우에 예외로 이것을 무효로 하고 있다.

### 진의 아닌 의사표시
표시행위에 대한 진의 즉 참된 의사가 없다는 것, 즉 의사와 표시가 일치하지 않는다는 것을 표의자 스스로 알면서 하는 의사표시를 말한다. 비진의표시라고 한다. 예컨대, 맥북을 팔아 버릴 생각이 없으면서 팔겠다고 하는 것이 이에 해당한다. 비진의의사표시는 표의자가 단독으로 하고, 상대방이 있는 경우에도 그와 통정하는 일이 없고 그래서 통정허위표시와 구별된다. 종종 단독허위표시라고도 한다.

#### 요건
당사자의 의사표시가 있어야 하며, 그 의사표시의 표시와 진의가 일치하지 않아야한다. 또한 표의자 스스로가 위와 같은 불일치를 인지해야하지만 그러한 행위를 하는 이유, 동기 등은 묻지 않기로 한다.

#### 효과
원칙적으로 표시된 대로의 효과가 발생하지만, 상대방이 표의자의 진의 아님을 알거나 알 수 있었을 경우에는 무효이다.
상대방이 알거나 알 수 있었을 경우, 과실의 유무 판단 시기는 그러한 표시를 요지한 때로 본다.
상대방이 알거나 알 수 있었을 경우의 입증 책임은 의사표시의 무효임을 주장하는 표의자가 부담한다.
의사표시가 무효로 되는 경우, 손해배상에 대한 긍정설(과실상계)와 부정설(상대방 귀책사유)로 나뉜다.

#### 선의의 제3자
'선의' - 진의아님을 알지 못한것
'제3자' - 비진의 의사표시로 인한 이해관계인(권리를 얻거나 의무를 면하는 자)
제3자의 악의여부는 주장하는자가 입증한다.

### 허위표시
상대방과 통정하여서 하는 진의 아닌 거짓의 의사표시를 말한다.
상대방 없는 단독행위, 합동행위에는 적용되지 않는다.

#### 요 건
1. 의사표시의 존재 : 객관적으로 효과의사를 추단할 만한 행위
2. 진의와 표시의 불일치 : 표시상 효과의사에 상응하는 내심적 효과의사가 존재하지 않아야 한다.
3. 상대방과 통정 : 상대방과의 합의, 단순한 인식으로는 부족

#### 효 력
당사자 사이에선 언제나 무효이다. 따라서 채무를 이행한 후에는 부당이득반환청구를 할 수 있다.
허위표시의 무효는 선의의 제 3자에게 대항하지 못한다.
선의의 제3자로부터 다시 권리를 전득한 자도 제3자에 포함한다.

### 하자있는 의사표시
내심의 의사와 표시가 일치하였지만, 실제 내심의 의사를 결정하는 것에 하자가 있는 경우를 말한다. 타인의 위법한 간섭으로 자유롭지 못하게 의사표시가 된 경우이며, 표의자를 보호하고자 하는 데 법률적 의의가 있다. 대표적인 예로 사기에 의한 의사표기가 있다.

#### 사기에 의한 의사표시
표의자가 타인의 기망행위로 말미암아 착오에 빠져서 행한 의사표시를 말한다.

##### 적용 법조
민법 제110조(사기, 강박에 의한 의사표시)
1. 사기나 강박에 의한 의사표시는 취소할 수 있다.
2. 상대방있는 의사표시에 관하여 제삼자가 사기나 강박을 행한 경우에는 상대방이 그 사실을 알았거나 알 수 있었을 경우에 한하여 그 의사표시를 취소할 수 있다.
3. 전2항의 의사표시의 취소는 선의의 제삼자에게 대항하지 못한다.

#### 강박에 의한 의사표시
표의

#### 효과
하자 있는 의사표시의 효과는 다음과 같다.
1. 상대방의 사기, 강박에 의한 경우 표의자는 그 의사표시를 취소할 수 있다.
2. 제3자의 사기, 강박에 의한 경우 상대방 없는 의사표시는 언제나 취소할 수 있다.
3. 제3자의 사기, 강박에 의한 경우 상대방 있는 의사표시는 사기, 강박의 사실을 알고 있었거나 알 수 있었을 경우에만 취소할 수 있다.
4. 하자있는 의사표시의 취소는 선의의 제3자에게 대항하지 못한다.

#### 적용범위
신분행위의 경우에는 적용되지 않으며 공법행위나 소송행위에도 적용되지 않는다. 재산행위의 경우도 대량적인 정형행위나 단체행위 등에는 적용이 제한된다. 주식인수는 사기, 강박의 이유로 그 의사표시를 취소할 수 없다.

## 판례
학교법인이 사립학교법상의 제한규정 때문에 그 학교의 교직원들인 소외인들의 명의를 빌려서 피고로부터 금원을 차용한 경우에 피고 역시 그러한 사정을 알고 있었다고 하더라도 위 소외인들의 의사는 위 금전의 대차에 관하여 그들이 주채무자로서 채무를 부담하겠다는 뜻이라고 해석함이 상당하므로 이를 진의 아닌 의사표시라고 볼 수 없다

## 참고 문헌
- 임형택, 의사표시론, 한국학술정보, 2007. ISBN 9788953475076.